# Teófilo del Valle Pérez
Teófilo del Valle Pérez (Silleda, 1 de febrer de 1956 – Elda, 24 de febrer de 1976) va ser un jove oficinista, resident a Elda, mort per trets de la Policia Armada durant una vaga de calçat, sent considerat la primera víctima de la transició a l'estat espanyol.
Després de la seva mort es va dur a terme una vaga general a les comarques del Vinalopó. Al seu enterrament van assistir més de 20.000 persones. Es va crear una comissió ciutadana exigint responsabilitats, la qual va ser ignorada per les autoritats. La localitat veïna de Petrer va nomenar un dels seus espais verds com a Parc Teófilo del Valle en memòria del jove. El 2016 els ajuntaments d'Elda i Petrer van realitzar un acte de commemoració de la seva mort a l'esmentat parc. El 2012, Esquerra Unida va presentar una moció a l'Ajuntament d'Elda perquè s'assignés un carrer a Teófilo del Valle, però la proposta va ser rebutjada pel Partit Popular. El 24 de febrer de 2019 l'Ajuntament d'Elda va inaugurar la Plaça Teófilo del Valle Pérez amb una placa commemorativa.